# Partido de Mercedes
Mercedes es uno de los 135 partidos de la provincia argentina de Buenos Aires. La ciudad homónima es su cabecera. El centro urbano se encuentra a orillas del río Luján, 100 km al oeste de la ciudad de Buenos Aires.
El partido de Mercedes limita al norte con el partido de San Andrés de Giles, al este con el partido de Luján, al sur con el partido de Navarro, y al oeste con el partido de Suipacha.

## Geografía

### Relieve
El territorio del partido de Mercedes está enclavado en la Pampa Ondulada, una de las subregiones que conforman la Región Pampeana.
La Pampa Ondulada debe su nombre a una serie de lomadas u ondulaciones que descienden suavemente hacia la ribera del Río Paraná, las que fueron excavadas en la antigüedad por ríos y arroyos, constituyendo amplios valles que hoy día no se corresponden con su caudal.
La Pampa Ondulada se extiende al norte del río Salado, (en la provincia de Buenos Aires), desde la bahía de Samborombón hacia el noroeste, hasta la provincia de Córdoba y la provincia de Santa Fe.

### Clima
Como en el resto de la Pampa Ondulada, el clima del Partido de Mercedes es Templado húmedo, el que se caracteriza por:
- La presencia de cuatro estaciones climáticas bien diferenciadas
- La influencia moderadora en las temperaturas del cercano Océano Atlántico
- La libre circulación de los vientos húmedos del Atlántico, debido a las características llanas del relieve

A continuación, una lista con los promedios de las temperaturas mensuales medias, y las precipitaciones mensuales medias registradas en la ciudad de Mercedes en el período 1983 a 2000:
- enero: 23° 1/  94 mm
- febrero: 21° 7/ 111 mm
- marzo: 20° 1/ 107 mm
- abril: 15° 9/ 128 mm
- mayo: 12° 5/  72 mm
- junio:  9° 5/  39 mm
- julio:  8° 6/  35 mm
- agosto: 10° 8/  41 mm
- septiembre: 12° 2/  43 mm
- octubre: 15° 7/ 131 mm
- noviembre: 18° 6/ 119 mm
- diciembre: 21° 4/  96 mm

- verano:    21° 6/ 312 mm
- otoño:     12° 6/ 239 mm
- invierno:  10° 5/ 119 mm
- primavera: 18° 6/ 346 mm

- Anual:     15° 8/1016 mm

[cita requerida]

### Sismicidad
La región responde a la «subfalla del río Paraná», y a la «subfalla del río de la Plata», con sismicidad baja; y su última expresión se produjo el 5 de junio de 1888 (137 años), a las 3.20 UTC-3, con una magnitud aproximadamente de 5,0 en la escala de Richter (terremoto del Río de la Plata de 1888).
La Defensa Civil municipal debe advertir sobre escuchar y obedecer acerca de 
Área de
- Tormentas severas periódicas
- Baja sismicidad, con silencio sísmico de 137 años

## Demografía
Según los resultados definitivos del censo de 2022 la población del partido alcanza los 72.980 habitantes.
- Población 1991 : 55,613 habitantes (Indec, 1991)
- Población 2001 : 59,870 habitantes (Indec, 2001)
- Población 2010 : 63,284 habitantes (Indec, 2010)
- Población 2022 : 72,980 habitantes (Indec, 2022)

La población del partido de Mercedes es mayoritariamente urbana (84,3% en 2001), concentrados sobre todo en la ciudad cabecera. La población del área rural (15,7% en 2001) se concentra en localidades pequeñas como Gowland (1.684 habitantes - 2001) o Tomás Jofré (153 habitantes - 2001), o bien vive dispersa (7.984 habitantes - 2001)
- 1780: 500 hab.
- 1790: 1.000 hab.
- 1810: 2.000 hab.
- 1869: 8.146 hab. (censo)
- 1881: 13.630 hab.
- 1895: 18.120 hab.
- 1910: 23.000 hab.
- 1920: 29.600 hab.
- 1930: 30.700 hab.
- 1940: 30.100 hab.
- 1950: 38.200 hab.
- 1960: 43.100 hab. (censo)
- 1970: 47.100 hab. (censo)
- 1980: 51.207 hab. (censo)
- 1991: 55.685 hab. (censo)
- 2001: 59.870 hab. (censo)
- 2002: 60.305 hab.
- 2003: 60.774 hab.
- 2004: 61.186 hab.
- 2005: 61.631 hab.
- 2006: 62.080 hab.
- 2007: 62.552 hab.
- 2008: 62.985 hab.
- 2009: 63.443 hab.
- 2010: 63.905 hab.
- 2011: 64.369 hab.

- Varones: (48,9%) 29.288 hab.
- Mujeres: (51,1%) 30.582 hab.
- Índice de Masculinidad: 95,8

### Grupos por edad
- Población Infantil (0 a 14 años): 25,4% (total)/26,3% (varones)/24,7% (mujeres).
- Población Adulta (15 a 64 años): 62,1% (total)/63,9% (varones)/60,4% (mujeres).
- Población Anciana (65 y más años): 12,5% (total)/9,9% (varones)/14,9% (mujeres).

- Índice de dependencia total: 61,0%.
- Índice de dependencia juvenil: 41,0%.
- Índice de dependencia senil: 20,0%.

### Hogares
- Cantidad de hogares (2001) 17.543.

- En viviendas con buenas condiciones de habitalidad: 87,7%.
- En viviendas deficitarias: 12,3%.
- Hogares con necesidades básicas insatisfechas (NBI): 7,8%.
- Viviendas con acceso a agua corriente: 82,6%.
- Viviendas con acceso a red cloacal: 57,3%.
- Con hacinamiento crítico: 2,7%.

### Tasa de mortalidad infantil (cada 1000 habitantes)
- 1996: 18,8
- 1997: 22,0
- 1998: 15,0
- 1999: 16,1
- 2000: 15,8

### Población con NBI
- 1980: 16,9%
- 1991: 11,0%
- 2001: 9,5%

### Tasa de alfabetización
- 1991: 2,6% (total)/3,0% (varones)/2,1% (mujeres)
- 2001: 1,6% (total)/1,9% (varones)/1,4% (mujeres)

## Ciudad cabecera

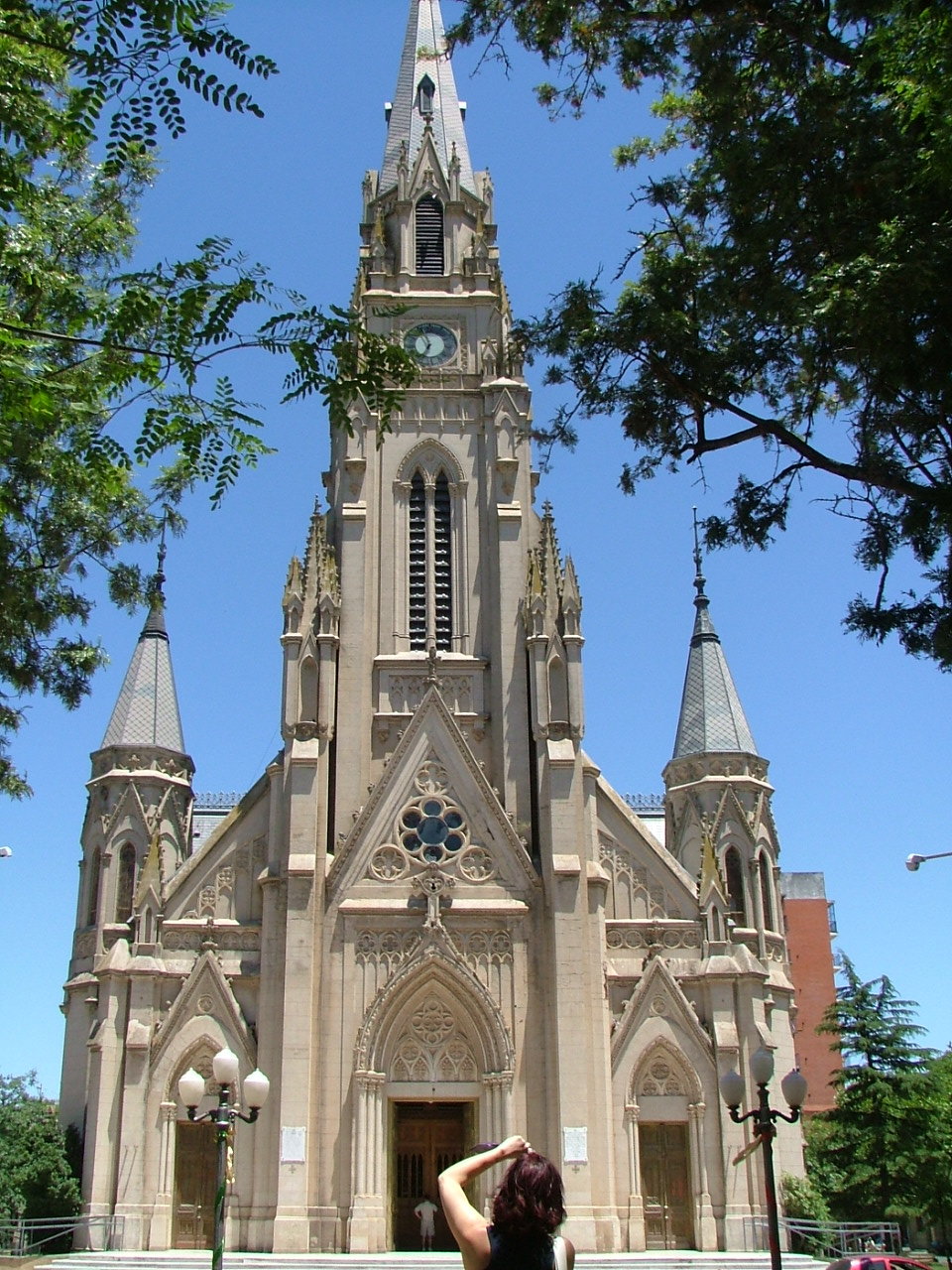
Catedral Basílica Nuestra Señora de las Mercedes.

Es un centro de miniturismo ideal para pasar un dinámico fin de semana o unos días de campo rodeados de un bello entorno natural. Conocida popularmente por los deliciosos manjares que se suelen degustar en los restaurantes de campo de la vecina localidad de Tomás Jofré cómo el gateado, la ciudad de Mercedes presenta numerosas alternativas para realizar agroturismo, actividades deportivas, vuelos de bautismo o visitas a los distintos centros culturales. 
El visitante puede disfrutar de las Estancias, con posibilidades de realizar actividades campestres, como carreras de sortija, de cerdo, cabalgatas, distintos espectáculos folclóricos. Desde Mercedes se puede pasear por uno de los parques municipales más grandes de la provincia, el parque Independencia, con 54 ha de bosques y aire puro, pudiendo acampar sobre la ribera del río Luján. 
Otros sitios de interés son el Observatorio Astronómico Municipal, la famosa pulpería de 1830 y los museos de Ciencias Naturales y el Histórico Regional. El visitante tampoco puede dejar de hacer una visita a la Catedral Basílica Nuestra Señora de las Mercedes y la Iglesia San Patricio, dos maravillas de estilo neogótico.

## Intendentes Municipales desde 1983
| Período     | Intendente            | Partido Político |
| ----------- | --------------------- | ---------------- |
| 1983 - 2003 | Julio César Gioscio   | PJ               |
| 2003 - 2015 | Carlos Américo Selva  | PJ               |
| 2015 - 2027 | Juan Ignacio Ustarroz | PJ               |

## Localidades del Partido
- Agote
- Altamira
- Goldney
- Gowland
- J. M. García
- La Verde
- Mercedes
- Tomás Jofré